# حصار أوتيك (204 ق.م.)
```
حصار أوتيكا
 
حصار
 حدث خلال 
الحرب البونيقية الثانية
 بين 
الجمهورية الرومانية
 
وقرطاج
 عام 204 قبل الميلاد. حاصر 
الجنرال
 الروماني 
شيبيون الأفريقي
 
أوتيكا
، بهدف استخدامها 
كقاعدة
 
إمداد
 لحملته ضد قرطاج في 
شمال إفريقيا
. شن هجمات 
عسكرية
 متكررة 
ومنسقة
 على المدينة وفشلت جميعها. أدى وصول جيش إغاثة 
قرطاجي
 ونوميدي كبير بقيادة الجنرال القرطاجي 
صدربعل جيسكو
 
والملك
 
النوميدي
 
صيفاقس
 أواخر 
إلخريف
إلى إجبار سكيبيو على فك الحصار بعد 40 يومًا والتراجع إلى الساحل.
```

## مقدمة
بعد رحلة استمرت ثلاثة أيام من صقلية، نزل جيش سكيبيو أو شيبيون المكون من 35000 رجل بالقرب من رأس سيدي علي المكي، على بعد ستة عشر ميلاً شمال شرق مدينة أوتيكا، مما تسبب في حالة من الذعر للمدنيين القرطاجيين في الريف، ففروا بسرعة إلى المدن. كان لدى قرطاج 14200 رجل عديم الخبرة، ينقسمون إلى 13000 عنصر مشاة و 1200 من سلاح الفرسان، متمركزين على بعد 25 ميلًا داخليًا تحت قيادة الجنرال صدربعل جيسكو. أصدر مجلس الشيوخ القرطاجي على الفور أمرًا بالتعبئة العامة ودعا صيفاقس للمساعدة. جند صدربعل المزيد من الفرسان وحصل على 4000 حصان من النوميديين. تحرك سكيبيو إلى الداخل، واستولى على خط القمم وفرغ الرجال والخيول والإمدادات على رأس جسر، وعين الحراس والمواقع الاستيطانية وأرسل قوات الفرسان لاستكشاف وحرق ونهب المزارع والممتلكات القرطاجية. هزم سلاح الفرسان الروماني سرب من الفرسان القرطاجي قوامه 1000 جندي بقيادة الأرستقراطي هانو، أرسل لإعتراض وعرقلة سكيبيو، فقتل هانو. ثم استولى الجيش الروماني على بلدة قريبة. نهبت الأراضي الزراعية القرطاجية الغنية من قبل الرومان واختُطف 8000 شخص، من المدنيين القرطاجيين والعبيد على حد سواء، وإرسلوا إلى صقلية كرهائن، بالإضافة إلى غنائم كبيرة.

## الحصار

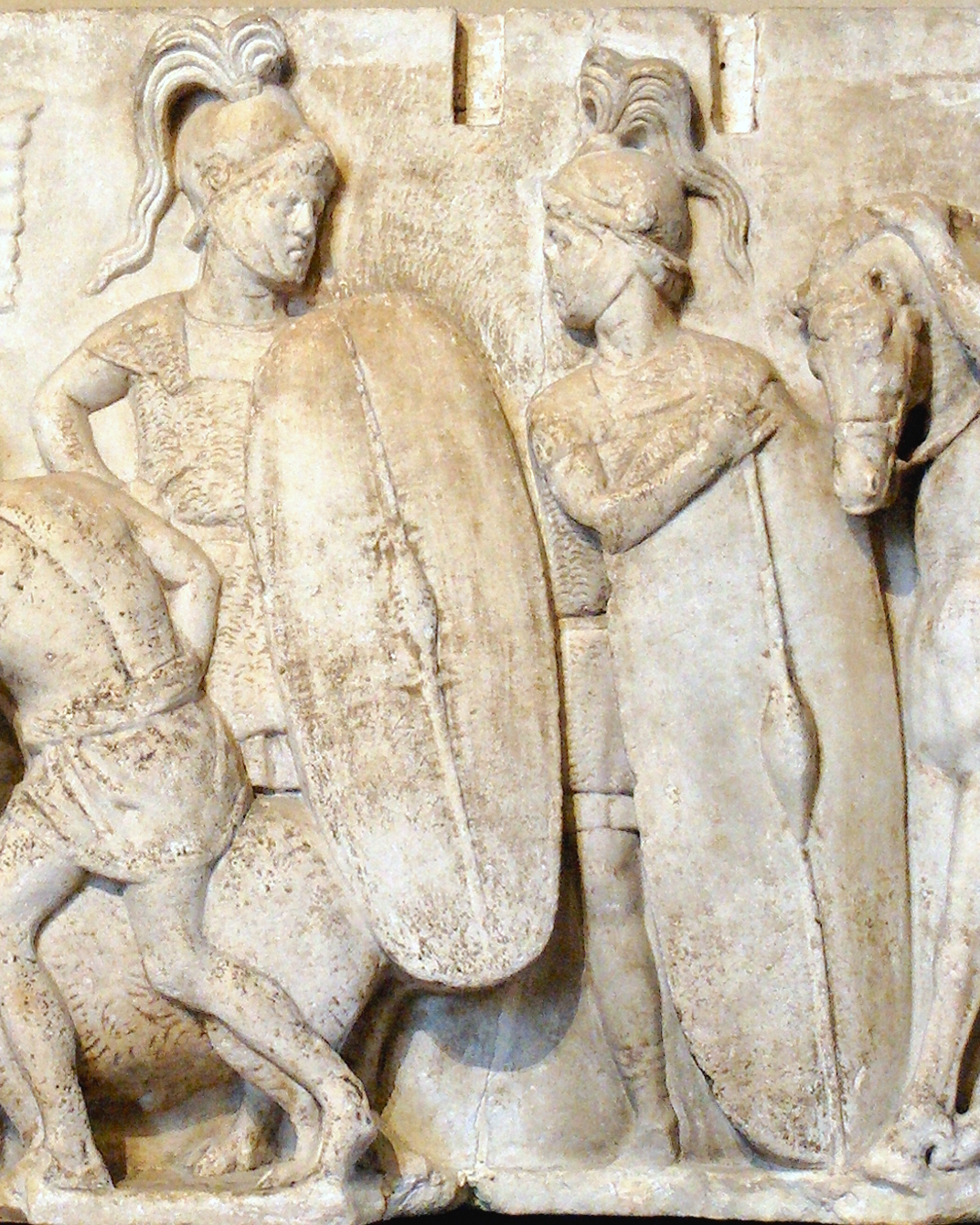
مشهد التضحية أثناء التعداد: الجزء الأيمن من لوحة من مذبح دوميتيوس أهينوباربوس المعروفة باسم "إفريز التعداد". رخام، عمل فني روماني في أواخر القرن الثاني قبل الميلاد. من كامبو مارزيو، روما.

انتقل سكيبيو إلى أوتيكا وعسكرت قواته على خط من التلال على بعد ميل واحد منها. حاول الأسطول الروماني حصار ميناء أوتيكا. كانت نية سكيبيو هي الاستيلاء على مدينة الميناء الفينيقية القديمة وجعلها قاعدة إمداد لعملياته المستقبلية. كان لدى سكيبيو أدوات حصار ومدفعية، وتلقى المزيد من المدفعية كتعزيزات من صقلية وكان تحت إمرته حرفيون يبنون المزيد من المدفعيات في الترسانة. صُد الهجوم المباشر على الجدران على الرغم من أنه كان مدعوماً بمحركات الحصار والأسطول الروماني، فكان على الرومان القيام بحصار منتظم للمدينة. أدى ظهور جيشين كبيرين للعدو إلى إنهاء الحصار فعليًا بعد أربعين يومًا. كانت تلك القوات هي قوات صدربعل جيسكو وصهره صيفاقس، الذي يبدو أنه لم يكن يتردد. أجبر تفوقهم العددي (وفقًا لروايات المؤلفين القدامى مثل بوليبيوس وليفي، بلغ جيش صدربعل أكثر من 30000 وكان جيش صيفاقس ضعف هذا العدد، ولكن هذه الأرقام تعتبر مبالغة من قبل الباحثين المعاصرين) أجبر سكيبيو على التراجع إلى صخرة شاطئية ليست بعيدًة عن أوتيكا، والتي سميت فيما بعد بكاسترا كورنيليا. فحصن رقعة الأرض الضيقة وأقام ملجأً شتويًا معتمداً على إمدادات الذرة والملابس التي كانت تُرسل إليه من صقلية وسردينيا وإيبيريا. بنى صدربعل وسيفاكس معسكرين منفصلين على بعد مسافة من كاسترا كورنيليا.

## فهرس
Scullard ، HH، Scipio Africanus: Soldier and Politician، New York، Cornell University Press، 1970، Standard Book Number 8014-0549-1